# 牛岐城址公園
牛岐城址公園（うしきじょうしこうえん）は、徳島県阿南市富岡町の牛岐城址にある公園。恋人の聖地に認定。光の八十八ヶ所めぐり選定。

## 地理

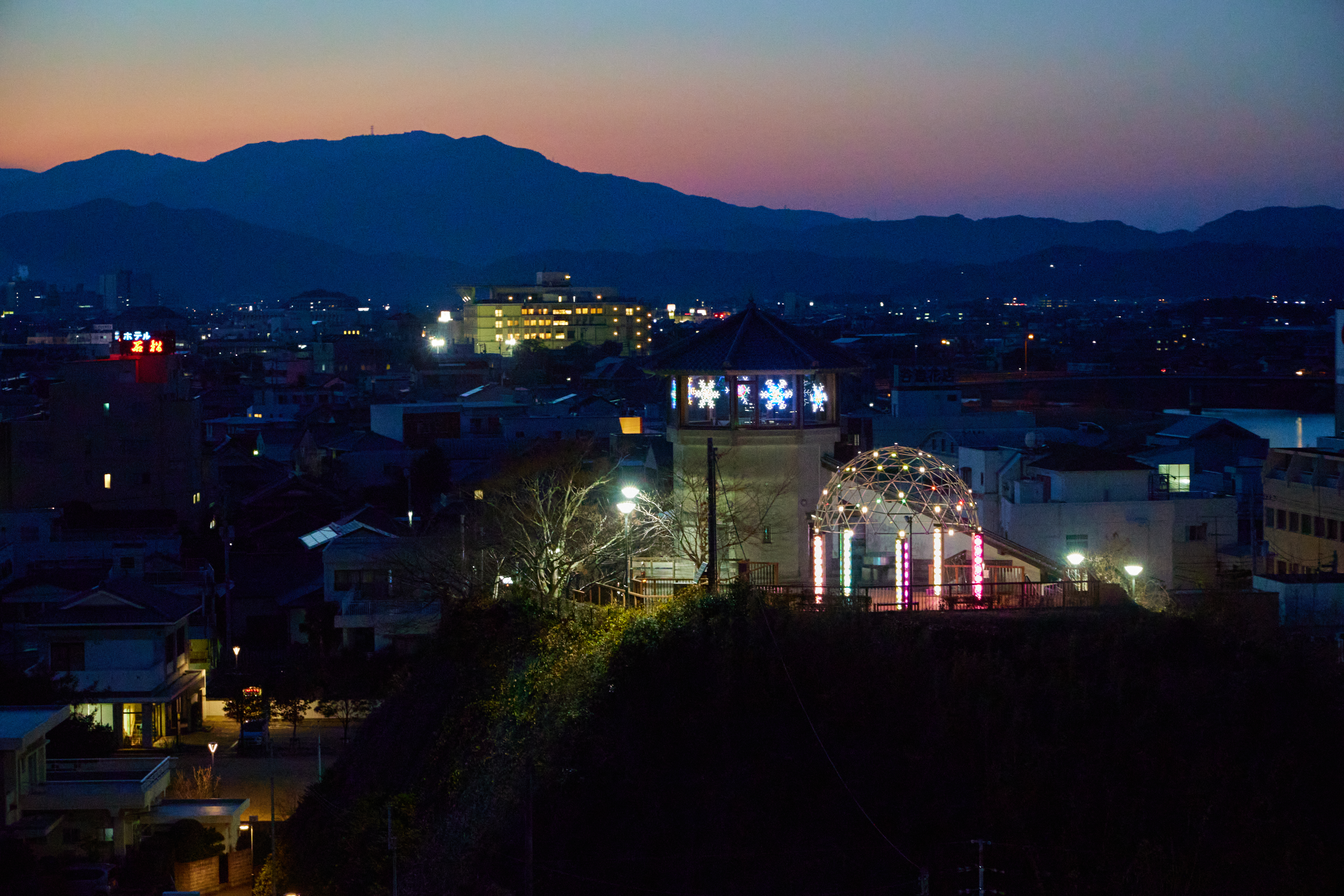
山頂部分のモニュメント

牛岐城址公園は阿南市の中心、富岡町トノ町の城山と呼ばれている一帯にある。富岡商店街を見下ろす小高い丘にあった阿波九城のひとつである牛岐城址を整備した公園。元々の牛岐城の小山は1913年に道路開通に伴い、南北に分断された。
この公園は1970年に整備され、その後1998年に産業展示館が建築された。恋人の聖地に認定されており、夜になると常設されている「キラキラ・ドーム」によるイルミネーションを楽しむことができる。
公園内で行われる7月の夏祭りでは数十万個のLEDで飾られたオブジェと阿波踊りとのコラボレーションを楽しむことができ、12月のイベントではLEDで装飾されたツリーの周りで多彩なイベントが繰り広げられる。
公園内にある牛岐城趾館（旧産業記念館）には野面積みの石垣が展示されている。

## 施設
- 牛岐城趾館（旧産業記念館）
- キラキラ・ドーム

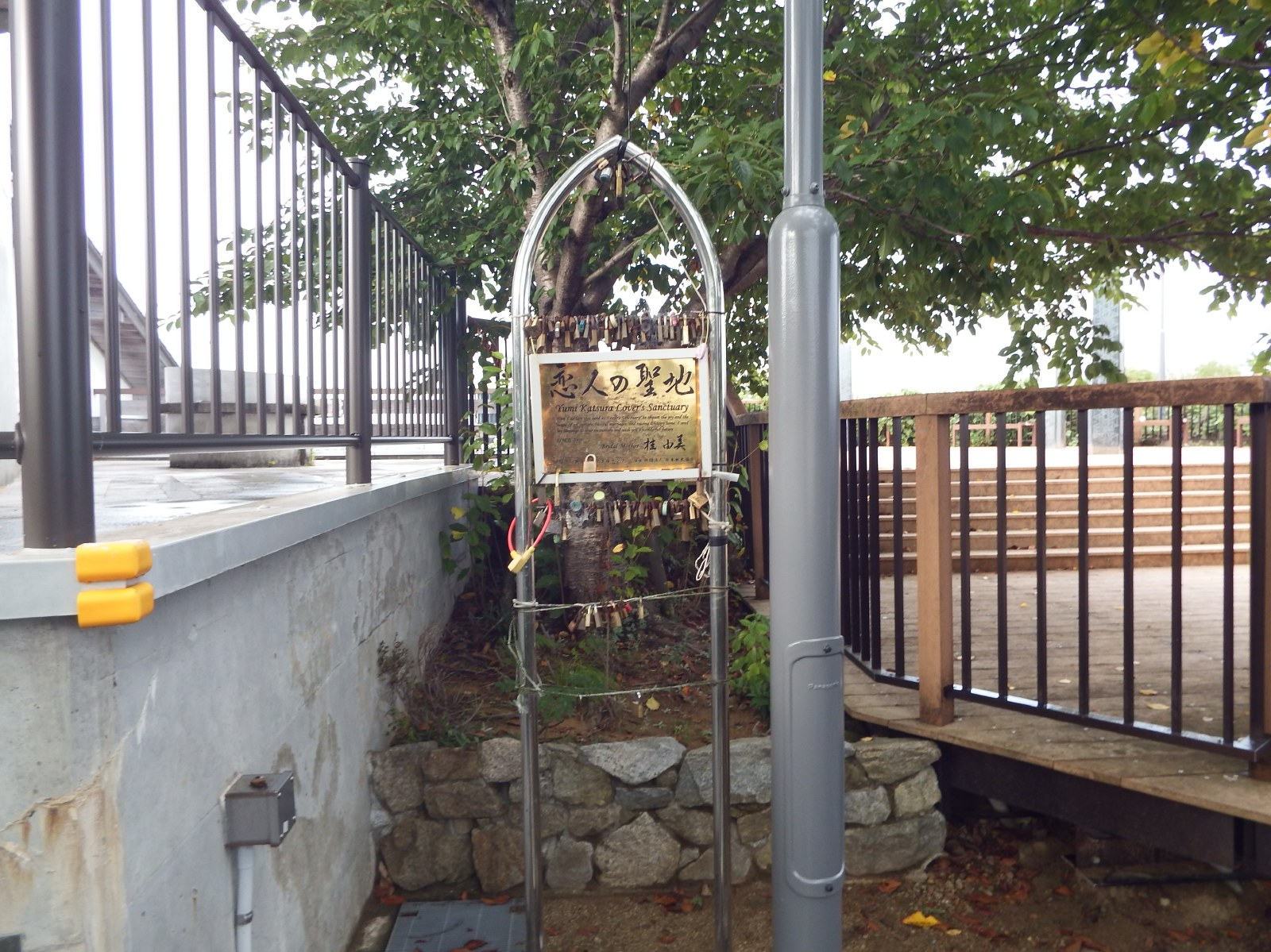
恋人の聖地モニュメント
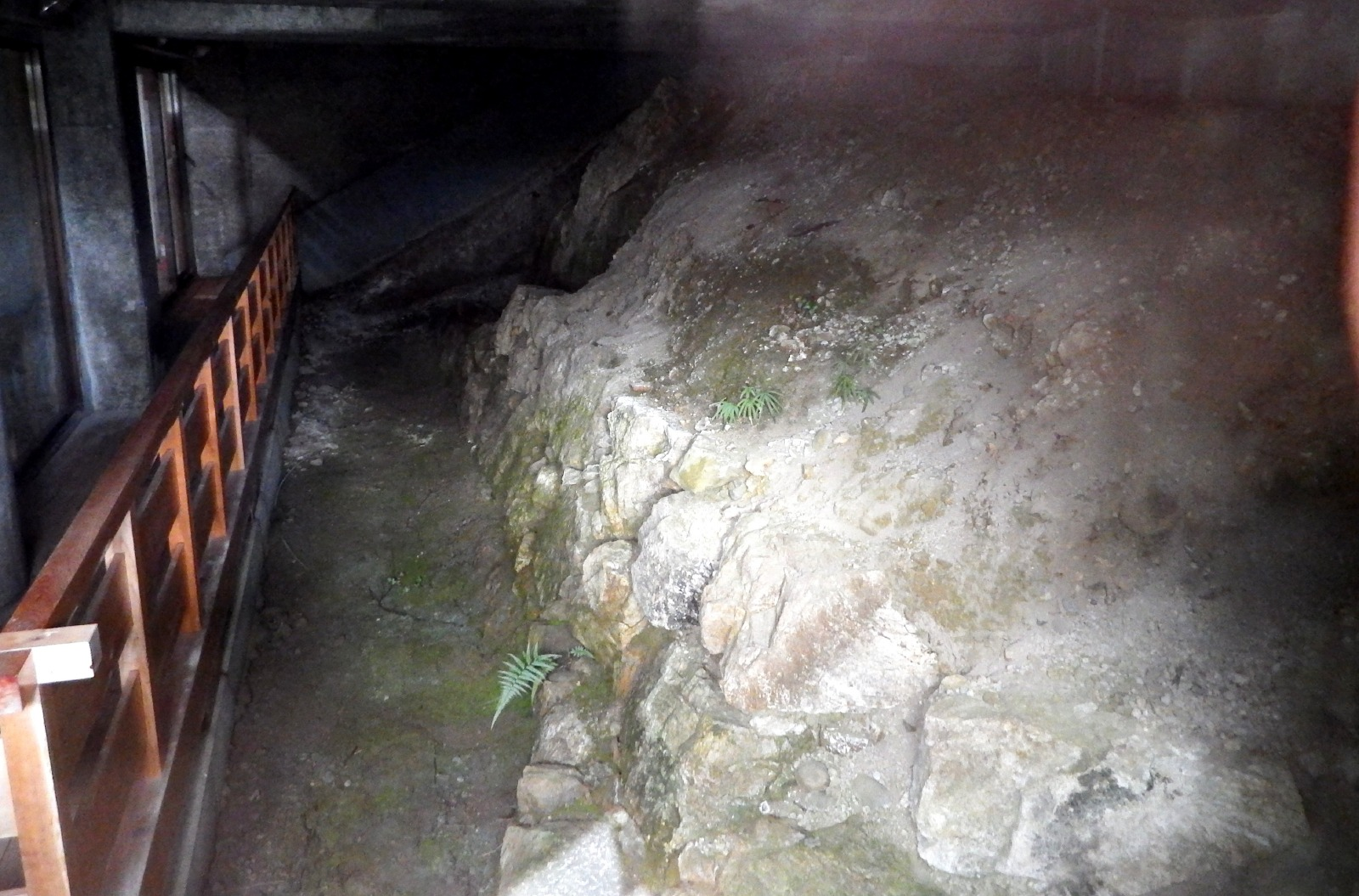
牛岐城趾館の野面積みの石垣
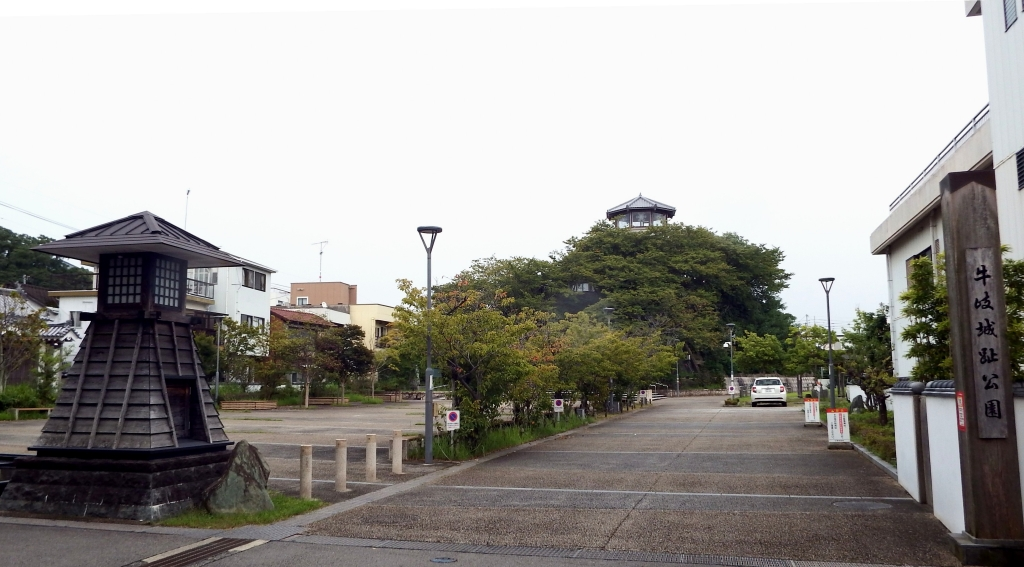
東側入口より
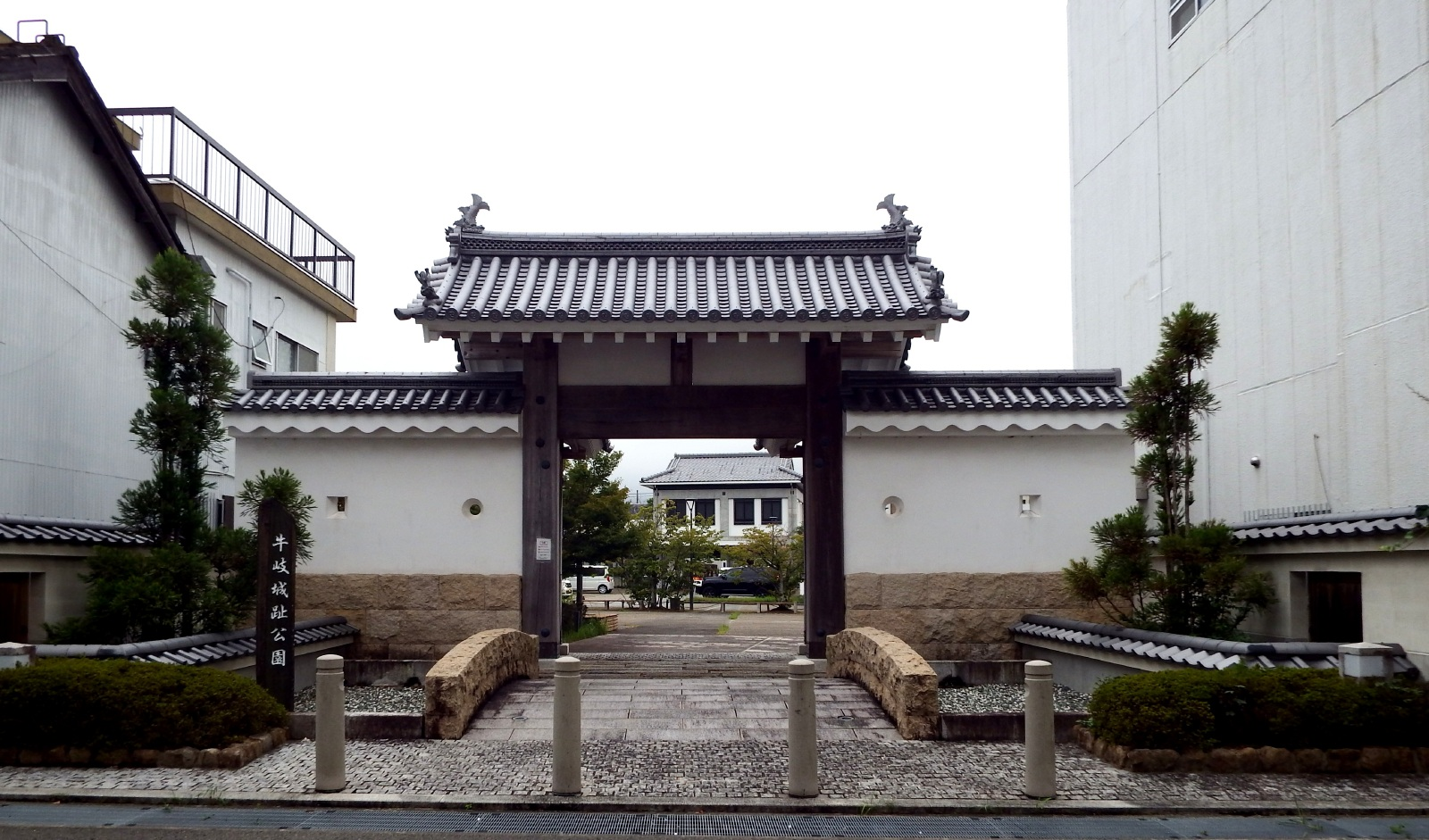
城門

## 交通
- JR牟岐線「阿南駅」より徒歩で約10分。
- 東側入口より自動車進入可。当公園利用者のみ無料で駐車可。11台まで。